# Гривз, Джон Эдвард
Джон Эдвард Гривз (англ. John Edward Greave, esq.; 1846, Шеффилд — 18 января 1923, Шеффилд) — британский вице-консул в Бердянске, основатель знаменитой компании по производству сельскохозяйственной техники.

## Биография
Джон Эдвард Гривз родился в 1846 г. в городе Шеффилд в семье Едварда Гривза (Edward Greaves, род. 1823) и Мэри-Энн Туртон (Many Ann Turton, род. 1822). В 1866 г. он отправился в современную Украину. В 1876 году открыл в Бердянске склад по продаже импортного сельскохозяйственного инструмента и мастерскую.
15 июля 1880 г. Дж. Гривз был назначен про-консулом Британской Империи в Бердянске. В 1907 г. он был назначен вице-консулом и официально числился на этой должности до 1921 г. Одной из главных обязанностей Дж. Гривза были регулярные отчеты британскому консулу о состоянии торговли в портах Азовского моря. В 1912 году Дж. Гривз стал кавалером бельгийского Ордена Короны. Первая Мировая война застала Дж. Гривза в Швейцарии, где он проводил отпуск с женой и племянницей. С трудом им удалось перебраться на родину жены, в Германию. В Дрездене он был арестован, как британский дипломат, 1 февраля 1915. 4 марта 1915 года, после вмешательства британского правительства, консул Гривз был выпущен из немецкой тюрьмы. Затем с женой жил в Швейцарии. После этого вернулся в Россию.
После Революции 1917 г. Дж. Гривз какое-то время оставался в России. В 1919—1920 гг. он жил в Ростове-на-Дону, где пытался развивать бизнес под властью белых. Когда город захватили большевики, он бежал в Англию.

### Семья
Братья: Георг Туртон (вместе с отцом владел фирмой по производству шкафов «Edward Greaves and Son».) и Джозеф Джексом Гривз (партнер фирмы «Nicholson, Greaves, Barber, and Hastings, auctioneers»).
Жена 1: Джейн-Вильгельмина Гривз (англ. Jane Wilhelmenia Greaves; «Джини», Анна Людвиговна Гривз; января 1845, Мюнхен — декабрь 1916, Бердянск).
Жена 2: Надежда (Nadejda) Гривз (ум. 2 февраля 1923).
Дети:
- Георг (Георгий (Григорий) Иванович) Гривз (род. 1874[15]). Жена: Вера Лазаревна Здандутто, дочь греческого купца[15]. В 1895 г. у них родился сын Джон. В 1897 у них родился сын Николай (ум. 28 февраля 1918, Турне, Бельгия[16])[17]. В 1906 г. у них родился сын Георг[15]. В 1917 году Николай Гривз вступил в британские воздушные силы (British Royal Flying Corps), где дослужился до звания лейтенанта[17], увлекался боксом[16].
- Патриция (Клеопатра; род. 1881).

- Эмилия (род. 8 октября 1878, Бердянск). Муж: Петр Исаакович Судерманн (Sudermann; род. 1874), из немецких меннонитов, сын гласного бердянского земского собрания Исаака Яковлевича Судерманна. Его брат, Яков Исаакович Судерманн (1867 г.р.) был гласным бердянской городской думы; он был женат на племяннице Дж. Гривза, Эми-Эвелин Гривз (Amy-Evelyn Greaves), дочери его брата Георга Туртона-Гривза (George Turton Greaves)[18].

## Завод Дж. Гривза
В 1883 году открыл небольшой заводик на Воронцовской улице Бердянска. В 1894 г. завод стал собственностью Торгово-Промышленного Товарищества, возглавляемое Дж. Гривзом и его старший сыном. С лёгкой руки Владимира Ленина было распространено мнение о том, что завод Гривза был «самым крупным в Европе» в своей области. Однако, по данным того времени, он занимал пятое место в Российской Империи. В 1896 году, на Общероссийском Торгово-промышленном Съезде в Нижнем Новгороде, компания Гривза получила право использовать герб Российской Империи в своих буклетах. Через два года Дж. Гривз был удостоен благодарности императора Николая II «за весьма энергичную и плодотворную деятельность в деле русского сельско-хозяйственного машиностроения». В 1899 году Дж. Гривз зарегистрировал свой завод в Бельгии под названием «Торгово-Промысловое Анонимное Товарищество Джон Гривз и Ко» (фр. Etablissements industriels de Berdiansk John Greaves et Co , Société anonyme), чей устав был высочайше утвержден в России 21 января 1900 г.. Компания Гривза занималась как экспортом, так и импортом.
Завод выпускал с/х машины по маркой «Ласточка».
На 1911 год завод занимал ок. 5 десятин земли, имел 330 крупных станков, собственную электростанцию и электрическое освещение. Завод состоял из 7 цехов; в нем работало ок. 1500 рабочих. В год завод производил: 7000 плугов немецкого типа, 8 тысяч буккеров (запашников), 6.5 тысяч сеялок, 500 сенокосилок, 4 тысячи жней с ручным сбрасыванием (лобогреек), 2 тысячи жней с автоматическим сбрасыванием, 49 тысяч пудов ковкого чугуна для других заводов. Заводом управляли сам Дж. Гриевз (председатель), его сын Георгий Иванович Гриевз (директор-распорядитель) и зять Петр Иссакович Судерман (управляющий конторой).
Условия труда на заводе были довольно тяжелыми: 12-часовой рабочий день, зарплата не более 1 руб. за смену взрослым, штрафы за любую провинность. В 1886 г. на завод Гривза устроился Петр Петрович Шмидт, который в 1905 г. возглавит восстание в Севастополе. В результате забастовки 1905 г. на заводе Гривза был введен 9-часовой рабочий день и на 10 % была повышена зарплата.
В 1914 году основной капитал Товарищества составлял 3 млн бельгийских франков. Компания имела склады в Харькове, Омске, Челябинске и Семипалатинске. С началом Первой Мировой войны, заводу пришлось начать выпускать продукцию для нужд армии. Завод сильно пострадал от нехватки рабочих, многие из которых были вынуждены уйти на фронт.
После национализации, в 1923 г.. завод был переименован в Первомайский завод сельхозмашин.